# Atelidae
Atelidae là một họ động vật có vú trong bộ Linh trưởng. Họ này được Gray miêu tả năm 1825.

## Hình ảnh

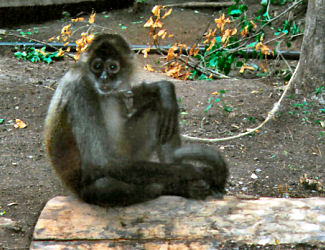
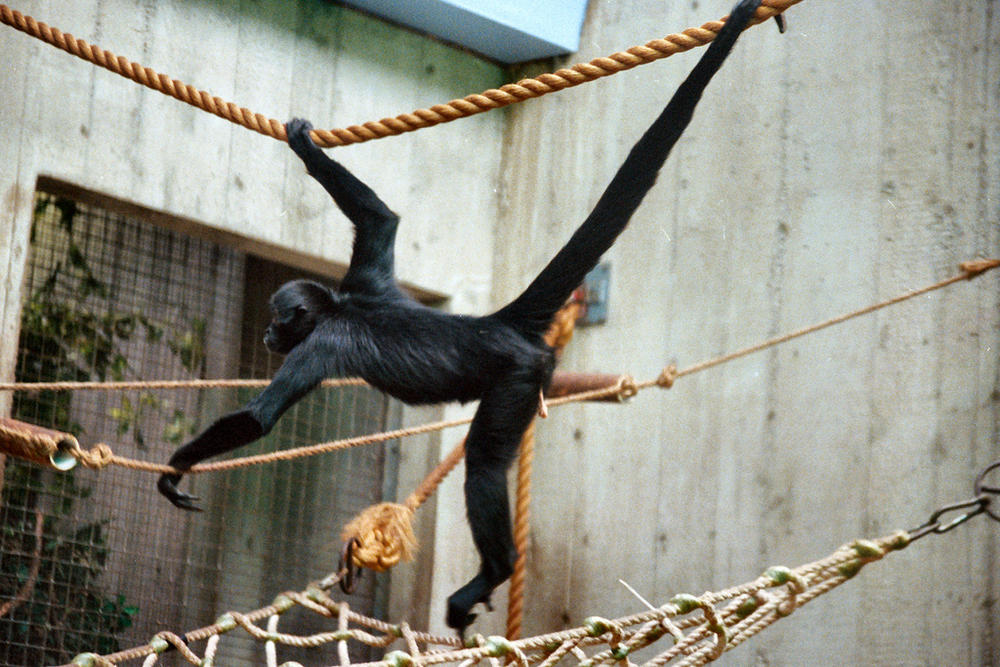
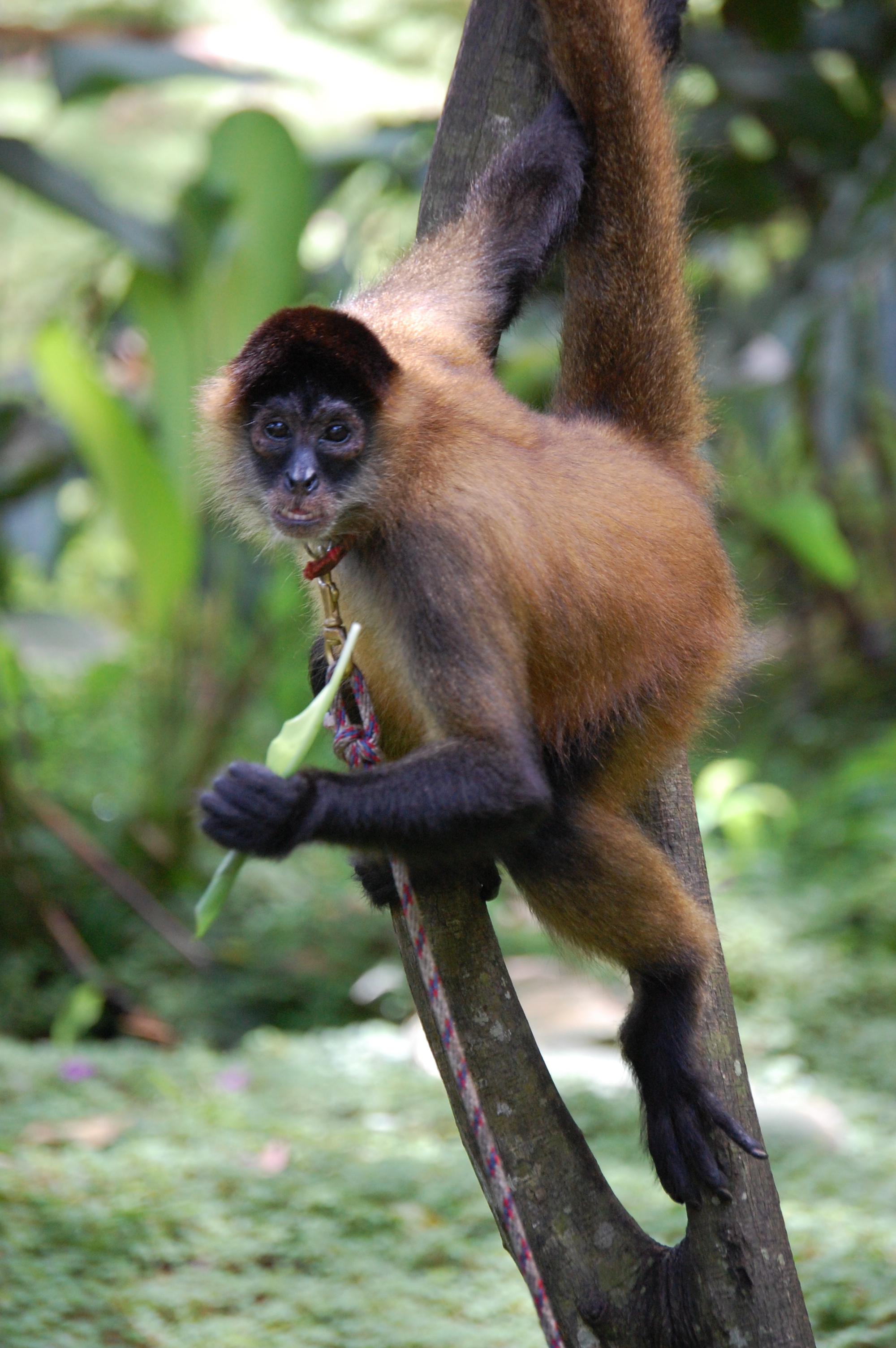
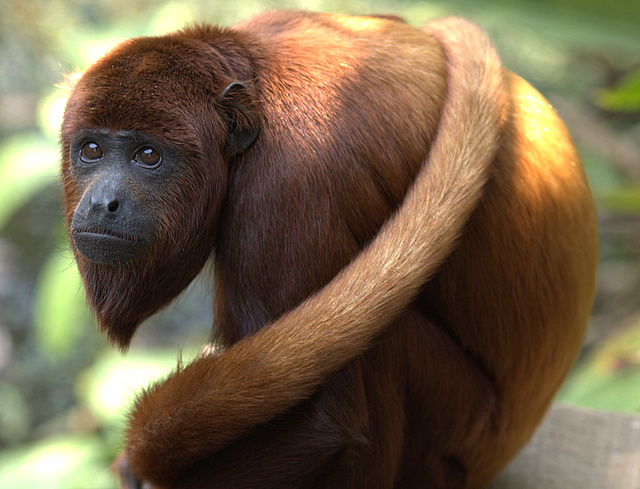

## Phân loại
- Họ Atelidae
  - Phân họ Alouattinae
    - Chi Alouatta

  - Phân họ Atelinae
    - Chi Ateles
    - Chi Brachyteles
    - Chi Lagothrix
    - Chi Oreonax